# Ficus simplicissima
Ficus simplicissima är en mullbärsväxtart som beskrevs av João de Loureiro. Ficus simplicissima ingår i släktet fikonsläktet, och familjen mullbärsväxter. Inga underarter finns listade i Catalogue of Life.